# Stuart Roosa
Stuart Allen "Stu" Roosa, född 16 augusti 1933 i Durango, Colorado, död 12 december 1994 i Falls Church, Virginia, var en amerikansk astronaut uttagen i astronautgrupp 5 den 4 april 1966.

## Rymdfärder
- Apollo 14